# 林寶 (歌手)
林寶，中國大陸上海女歌手。12歲入選成為「上海電視台小螢星」的團員，22歲時被曹俊鴻發掘簽約，2003年赴台湾發行國語專輯《沾沾自喜》。因為能唱出海豚音，被称作「海豚公主」。
被誉为 “上海天后 ”的林宝是一位多才多艺的艺术家，她既是歌手，又是作曲家、演员、舞蹈教练和评委以及中国工笔画画家。
林宝多次在上海以及世界各地举办精彩的个人演唱会 20 余场 ， 是有史以来首位在美国国会山庄成功登台演唱的中国歌者 ， 并成功登上了联合国教科文组织和美国林肯中心的舞台。
林宝能够演唱各类风格的音乐作品 ， 从欧美流行到中国风 ， 从沪剧 、 越剧到流行 、 民谣都能驾轻就熟 ， 她的音域宽阔音色圆润富于表现力 ， 可用英语 、 日语 、 哈萨克语 、 格鲁吉亚语 、 西班牙语 、 韩语 、 印度语等多国语言演唱不同风格的歌曲 ，她的成名作《上海谣》在抖音播放量已达 17 亿次，在微信和其他新媒体平台上的播放量达 10 亿次。

## 生平
林宝在上海出生，12岁时，林宝从5000多名少儿中脱颖而出，被选为当时上海无人不知的“上海电视台小荧星艺术团”团员。那时她开始接触西方流行音乐，特别喜欢钻研 Mariah Carey 的歌曲，迷恋上R&B。

## 音樂作品
| 專輯名稱          | 發行日 | 發行     |
| ----------------- | ------ | -------- |
| 沾沾自喜          | 2003年 | 亞律音樂 |
| 不乖              | 2009年 | 福雀文化 |
| 上海歌姬          | 2011年 | 豐華唱片 |
| 上海謠（沪语）    | 2018年 | 星外星   |
| 听鱼              | 2018年 | 星外星   |
| 茶禅雅韵          | 2019年 | 星外星   |
| 诗已成歌          | 2019   | 星外星   |
| 流浪新疆          | 2021   | 星外星   |
| 上海歌姬 LP       | 2022   | 星外星   |
| 爱的凝眸          | 2022   | 星外星   |
| 上海謠（沪语） LP | 2022   | 星外星   |
| 茶禅雅韵 LP       | 2024   | 星外星   |

### 得獎紀錄
| 年份   | 名稱             | 獎項       | 作品         |
| ------ | ---------------- | ---------- | ------------ |
| 2003年 | 天地英雄榜       | 最佳新人獎 | 《沾沾自喜》 |
| 2004年 | 第11屆東方風雲榜 | 最佳新人奬 | 《沾沾自喜》 |